# Лангхаген
Ла́нгхаген (нем. Langhagen) — община в Германии, в земле Мекленбург-Передняя Померания.
Входит в состав района Гюстров. Подчиняется управлению Краков ам Зее. Население составляет 659 человек (2009); в 2003 г. — 740. Занимает площадь 27,17 км².